# Serranus tortugarum
Serranus tortugarum és una espècie de peix de la família dels serrànids i de l'ordre dels perciformes.

## Morfologia
Els mascles poden assolir els 8 cm de longitud total.

## Distribució geogràfica
Es troba al sud de Florida (Estats Units), Bahames, Hondures i les illes Verges.